# Runddysse vom Galgebjerg
Der ausgegrabene Runddysse vom Galgebjerg (auch Birkebjerg genannt) liegt etwa östlich von Dalby auf der Halbinsel Hindsholm auf der dänischen Insel Fünen.
Die trapezoide, sich zum Ende hin aufweitende, Nord-Süd-orientierte Kammer des erweiterten Dolmen im Runddysse an der Spitze des Galgebjerges (DKC: 080103.4) besteht aus sieben Tragsteinen und einem großen, flachen Deckstein. Ein Endstein liegt im Norden, zwei seitliche Tragsteine im Westen, von denen der südliche nach innen verkippt ist, und drei im Osten, von denen der mittlere nach innen lehnt. Die Zugangsseite ist offen bzw. nicht erhalten.

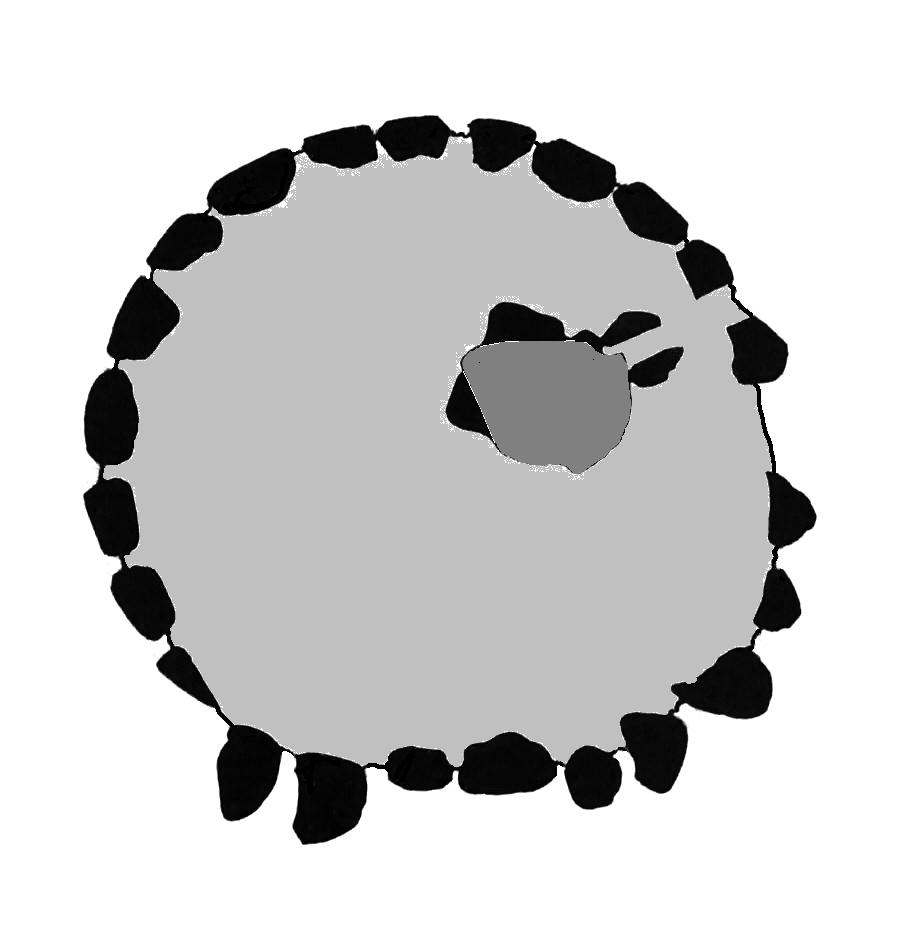
Schema Runddysse von oben gesehen

Die Kammer, in den Resten eines großen Hügels gelegen, ist etwa 2,7 Meter lang‚ im Norden 1,8 Meter breit und am Eingang 1,2 Meter hoch. An beiden Seiten des Hügels sind zahlreiche große Steine zu sehen, teilweise Randsteine und teilweise hinzugefügte Steine.